# INFJ

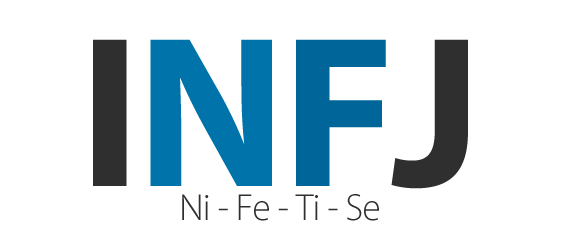
INFJ.

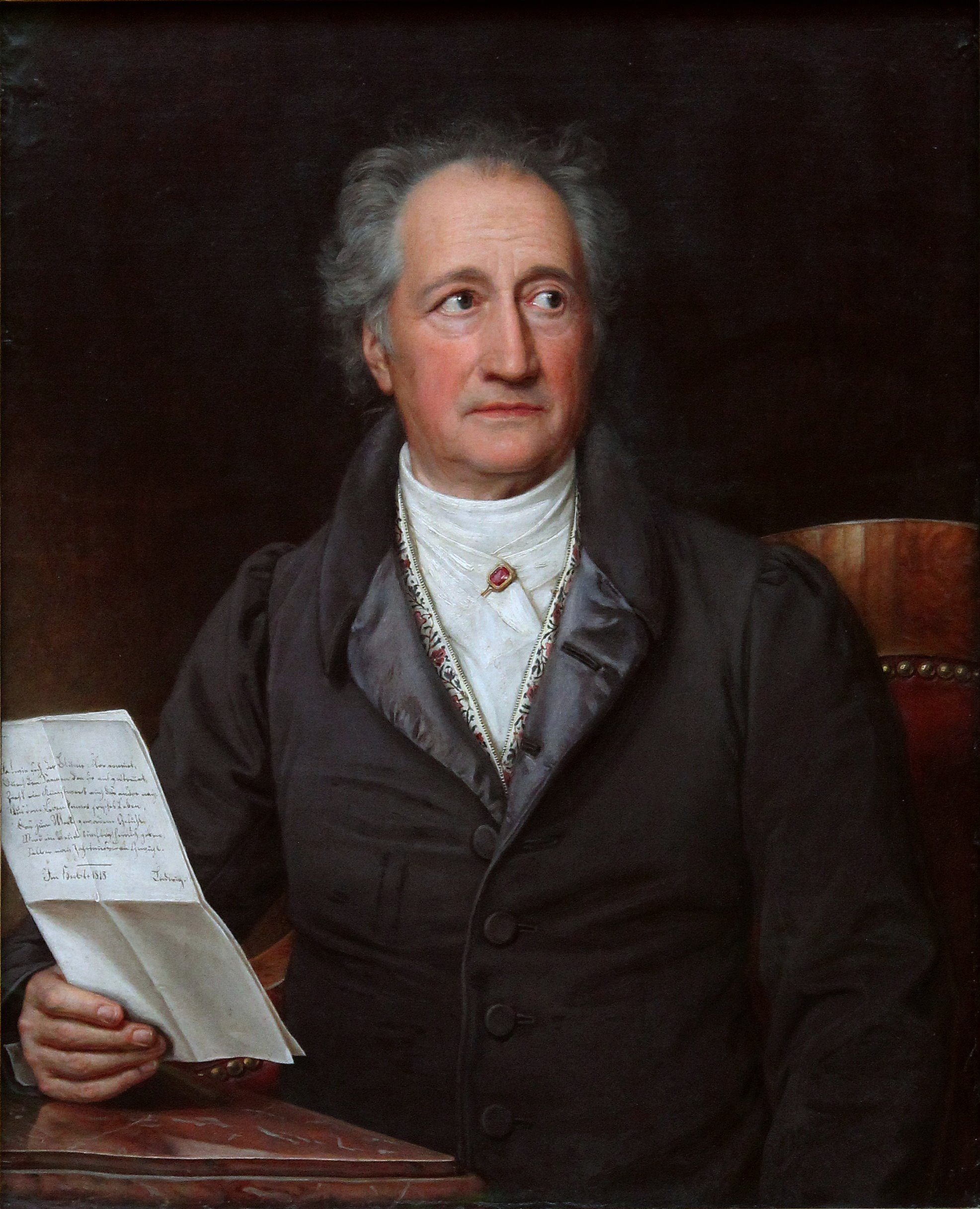
Johann Wolfgang von Goethe, quien se especula que pudo haber tenido una personalidad INFJ.

INFJ (Introversión, Intuición, Sentimiento, Juicio) son unas siglas empleadas en el Indicador Myers-Briggs (MBTI) para describir uno de los dieciséis tipos de personalidad. 
El indicador MBTI se desarrolló a partir de las investigaciones del prominente psiquiatra Carl Gustav Jung en su libro Tipos psicológicos. Jung propone los tipos psicológicos de personalidad basados en sus observaciones de las funciones cognitivas de sus pacientes a lo largo de toda su experiencia clínica.
Con la obra de Jung, los investigadores empezaron a crear sus propias teorías de tipos adaptadas e indicadores, en los que se incluye el Indicador Myers-Briggs o MBTI, desarrollado por Isabel Briggs Myers y Katharine Cook Briggs, y el Keirsey Temperament Sorter (KTS), desarrollado por David Keirsey. Keirsey se refiere a los INFJ como Consejeros, uno de los cuatro tipos que pertenece al temperamento llamado Idealista. El INFJ es uno de los tipos más escasos, habiendo solamente un 1-3% entre la población.

## Instrumento del Indicador MBTI
Las preferencias MBTI indican las diferencias en las personas basadas en lo siguiente:
- Cómo enfocan su atención u obtienen su energía (Extraversión o Introversión)
- Cómo perciben o toman la información (Sensación o Intuición)
- Cómo prefieren tomar decisiones (Pensamiento o Sentimiento)
- Cómo se orientan hacia el mundo exterior (calificador o "Judging"  y Percepción)

Al usar sus preferencias en cada una de estas áreas, las personas pueden desarrollar lo que Jung y Myers llamaban tipos psicológicos. Este patrón de personalidad fundamental resulta de la interacción dinámica de las cuatro preferencias, en relación  con sus influencias ambientales y sus tendencias individuales propias. Las personas son propensas a desarrollar conductas, habilidades y actitudes en función de su tipo particular. Cada tipo de personalidad tiene su propia fuerza potencial como también áreas que ofrecen la oportunidad de ser desarrolladas.
La herramienta del MBTI consiste en preguntas de opción múltiple que responde a las bases de las cuatro dicotomías (par de opuestos psicológicos). Dieciséis resultados son posibles, cada uno identificado por su propio código de cuatro letras y es denotado por su letra inicial. (La N es usada para Intuición, ya que la I es usada para Introversión). El MBTI tiene aproximadamente un 75% de precisión de acuerdo con su propio manual.
- I - Introversión en contraposición a la extraversión: los INFJ tienden a ser callados y reservados. Generalmente prefieren interactuar con unos pocos pero cercanos amigos en lugar de un amplio círculo de amistades, y gastan su energía en las situaciones sociales (mientras que los extravertidos la ganan).[5]
- N - iNtuición en contraposición a la sensación: los INFJ tienden a ser más abstractos que concretos. Se concentran en el cuadro grande en lugar de en sus detalles, y en las posibilidades futuras más que en la realidad inmediata.[6]
- F - Feeling (sentimiento) en contraposición al pensamiento: los INFJ tienden a valorar las consideraciones personales sobre los criterios objetivos. Al tomar decisiones, suelen dar más peso a las implicaciones sociales más que a la lógica.[7]
- J - Judgement (calificación) en contraposición a la percepción: los INFJ tienden a planificar sus actividades y tomar decisiones con presteza. Obtienen la sensación de control a través de la certidumbre.[8]

## Características de los INFJ
Los INFJ son concienzudos y están regidos por valores. Buscan el significado en relaciones, ideas y eventos, con la intención de comprenderse a ellos mismos y a los demás. Al usar sus aptitudes intuitivas, desarrollan una visión clara en la que confiar, que luego presentan con el objetivo de mejorar la vida de los demás. Como sus homólogos INTJ, los INFJ consideran los problemas como oportunidades para diseñar e implementar decisiones creativas.
Los INFJ son individuos tranquilos y privados que prefieren ejercer su influencia detrás de las cámaras. Aunque son muy independientes, los INFJ están muy interesados en el bienestar de los demás. Prefieren las relaciones individuales a los grandes grupos. Sensibles y complejos, les gusta entender complicados problemas y están orientados a resolver diferencias de un modo cooperativo y creativo.
Tienen una rica e intensa vida interior, y suelen ser reacios a compartirla con los que tienen alrededor. Sin embargo, son agradables en sus interacciones, y conscientes de las emociones de los demás. Generalmente populares entre sus pares, pueden estar a menudo considerados como un amigo cercano o confidente por muchas personas. No obstante, son cautos a la hora de expresar sus propios sentimientos, especialmente a nuevos individuos, por lo que tienden a establecer relaciones cercanas con lentitud. Los INFJ pueden verse heridos fácilmente, aunque pueden revelarlo solamente a sus amistades más cercanas. Se evaden silenciosamente como una manera de poner límites, en lugar de expresar sus sentimientos heridos, un comportamiento que puede dejar al resto confundido y molesto.
Las personas pertenecientes a este tipo tienden a ser líderes tranquilos y sensibles con una gran profundidad personal. Son profundamente misteriosos y muy complejos, a veces incluso demasiado para ellos mismos. Tienen una visión ordenada hacia el mundo, pero internamente están dispuestos de un modo tan complejo que sólo ellos pueden comprender. Abstractos a la hora de comunicarse, viven en un mundo de significados ocultos y posibilidades. Con una afinidad natural por las artes, los INFJ tienden a ser creativos y de inspiración fácil. Pueden ser también buenos investigadores gracias a su intuición.

### Correlación con el eneagrama
Según Baron y Wagele, los eneatipos más comunes para los INFJ son el Cuatro, el Uno y el Nueve.

## Funciones cognitivas

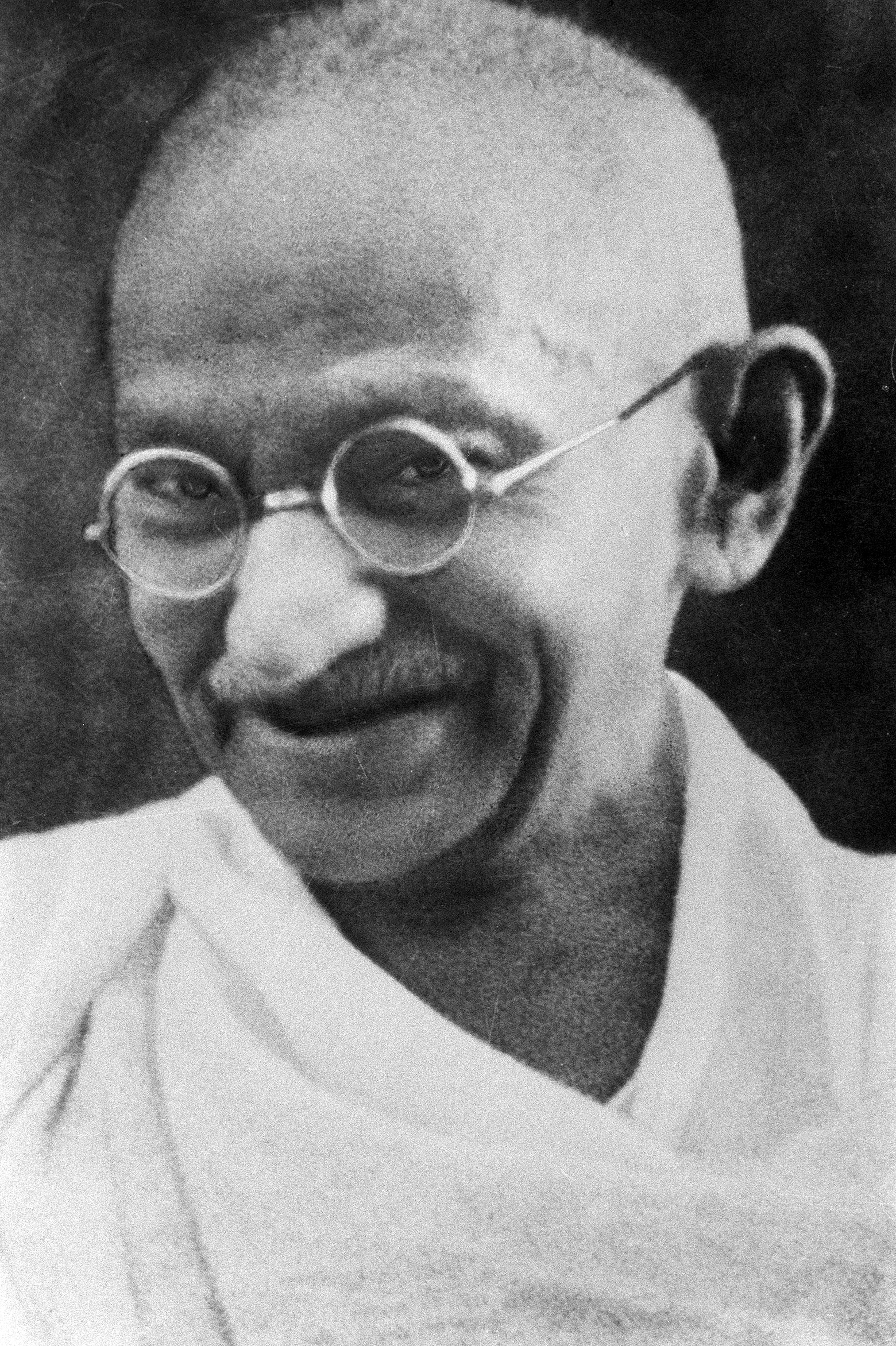
Mahatma Gandhi pudo ser otro ejemplo de personalidad INFJ.

Partiendo de la teoría de Jung, Isabel Myers propuso que para cada personalidad las funciones cognitivas (sensación, intuición, pensamiento y sentimiento) forman una jerarquía. Esta jerarquía representa el patrón de comportamiento por defecto del individuo. 
La función Dominante es el papel preferido por el tipo de personalidad, aquel con el que se sienten más cómodos. La función Auxiliar secundaria sirve como apoyo y amplía la función Dominante. Si la Dominante es una función de recopilación de información (sensación o intuición), la Auxiliar es una función de toma de decisiones (sentimiento o pensamiento), y viceversa. La función Terciaria está menos desarrollada que la Dominante y la Auxiliar, pero madura con el tiempo, completando las habilidades de la persona. La función Inferior es el talón de Aquiles del individuo, aquella con la que la persona se siente más incómodo. Al igual que la Terciaria, la función Inferior mejora con la madurez. 
Jung y Myers consideraron que la actitud de las funciones Auxiliar, Terciaria e Inferior es contraria a la Dominante. Según esta interpretación, si la función Dominante es extravertida, entonces las otras tres son introvertidas, y viceversa. No obstante, muchos practicantes modernos sostienen que la Terciaria es igual que la Dominante. Usando las más modernas interpretaciones, las funciones cognitivas del INFJ son las siguientes:

### Dominante: intuición introvertida (Ni)
Atraídos a las acciones u objetos simbólicos, la función Ni sintetiza aparentes paradojas para crear lo inimaginable anteriormente. Estas deducciones vienen con una certeza que pide acción para satisfacer una nueva visión del futuro, soluciones que pueden incluir complejos sistemas o verdades universales.

### Auxiliar: sentimiento extravertido (Fe)
La función Fe busca conexiones sociales y crea armoniosas interacciones a través de un comportamiento educado, apropiado y considerado. El Fe responde a los deseos explícitos (e implícitos) de los demás, y pueden llegar a crear un conflicto interno entre las propias necesidades del sujeto y el deseo de cumplir con las necesidades de los demás.

### Terciaria: pensamiento introvertido (Ti)
El Ti busca precisión, como la palabra exacta para expresar una determinada idea. Se da cuenta de las ligeras diferencias que definen la esencia de las cosas, y luego las analiza y clasifica. El Ti examina todos los lados de un problema, buscando resolverlo con el mínimo esfuerzo y riesgo. Usa modelos que erradiquen la inconsistencia lógica.

### Inferior: sensación extravertida (Se)
El Se se concentra en las experiencias y sensaciones del mundo físico. Con una aguda conciencia de lo que le rodea, lleva los hechos y detalles relevantes al frente, lo que puede llevar a la acción espontánea. 

### Funciones sombra
Los más recientes investigadores de la personalidad (especialmente Linda V. Berens) añadieron cuatro funciones a la jerarquía descendente, las llamadas "funciones sombra" hacia las que el individuo no está naturalmente inclinado pero que pueden revelarse cuando la persona está bajo estrés. Para los INFJ, las funciones sombra son:
- Intuición extravertida (Ne): el Ne busca e interpreta significados ocultos, usando preguntas hipotéticas para explorar alternativas, permitiendo coexistir a multitud de posibilidades. Este proceso imaginativo une deducciones y experiencias de varias fuentes para formar un todo que puede convertirse en un catalizador de la acción.

- Sentimiento introvertido (Fi): la función Fi filtra información basada en interpretaciones de valor, formando juicios según unos criterios que a menudo son intangibles. El Fi mantiene constantemente en equilibrio un grupo interno de valores como la armonía y la autenticidad. En consonancia con distinciones sutiles, el Fi siente de manera innata lo verdadero y lo falso en una situación.

- Pensamiento extrovertido (Te): el Te organiza y programa las ideas y el ambiente para asegurar la eficiencia y la persecución productiva de los objetivos. Busca explicaciones lógicas para acciones, eventos y conclusiones, buscando razonamientos defectuosos y errores en la secuencia.

- Sensación introvertida (Si): la función Si recolecta datos del presente y los compara con experiencias pasadas, un proceso que a veces evoca los sentimientos asociados con la memoria, como si el individuo lo estuviera volviendo a vivir. Buscando proteger lo familiar, el Si hace uso de la historia para formar objetivos y expectativas sobre lo que sucederá en el futuro.